# Longboardsurfen

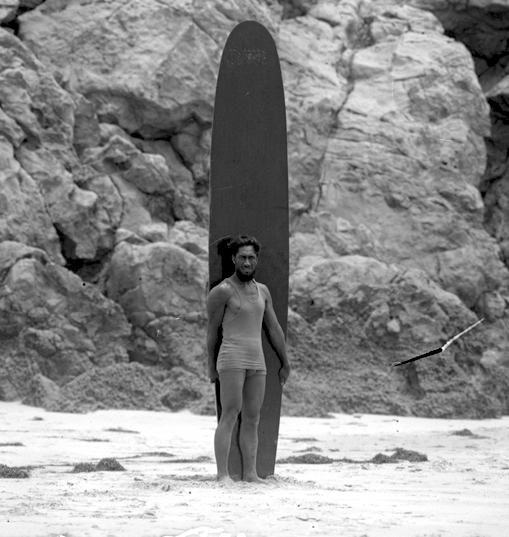
Een foto van Duke Kahanamoku met een longboardsurfplank.

Longboardsurfen (ook wel longboarden) is een vorm van golfsurfen op een golfsurfplank met een lengte van minimaal zeven voet (233 centimeter).
Longboardsurfen is de oorspronkelijke vorm van golfsurfen; ten tijde van de ontdekking door James Cook werd op de Hawaïaanse eilanden al gelongboard. De surfplanken waren toen echter van massief hout, wogen meer dan vijftig kg en hadden een lengte van vier meter.
Na de ontdekking van kunststof als bouwmateriaal is het gewicht van longboards aanzienlijk gezakt, tot zo'n zes kg. Tijdens wedstrijden is de minimale lengte van een longboard negen voet.
Kortere surfplanken worden shortboards genoemd.
Manoeuvres die op een longboard uitgevoerd kunnen worden zijn onder andere:
- Hang Ten (met twee voeten over het voorste puntje van de surfplank staan, terwijl op de golf gesurft wordt);
- Hang Five (met één voet over het voorste puntje van de surfplank staan, terwijl op de golf gesurft wordt);
- Nose Ride (met twee voeten op het voorste puntje (maar niet erover) van de surfplank staan, terwijl op de golf gesurft wordt);
- Fin First take off (met de achterkant van de surfplank naar voren beginnen);
- Drop knee bottom turn (met geknield achterbeen de bocht om gaan).